# Reprezentacja Francji U-19 w piłce nożnej kobiet
Reprezentacja Francji U-19 w piłce nożnej kobiet – reprezentacja Francji piłkarek nożnych do lat 19. Największymi sukcesami reprezentacji jest 4-krotne zdobycie złota na mistrzostwach Europy (2003, 2010, 2013, 2016), a także wicemistrzostwo na mistrzostwach świata (2016).

## Udział w turniejach międzynarodowych

### Mistrzostwa Europy
Francuskiej drużynie 16 razy udało się zakwalifikować do finałów ME. 4-krotnie zdobywała tytuł mistrza. 
| Rok            | Runda                   | Pozycja                 | M                       | W                       | R                       | P                       | GZ                      | GS                      |
| -------------- | ----------------------- | ----------------------- | ----------------------- | ----------------------- | ----------------------- | ----------------------- | ----------------------- | ----------------------- |
| (Dwumecz) 1998 | Finalista               | 2/4                     | 6                       | 4                       | 0                       | 2                       | 8                       | 6                       |
| 1999           | Nie zakwalifikowała się | Nie zakwalifikowała się | Nie zakwalifikowała się | Nie zakwalifikowała się | Nie zakwalifikowała się | Nie zakwalifikowała się | Nie zakwalifikowała się | Nie zakwalifikowała się |
| 2000           | 4.miejsce               | 4/4                     | 3                       | 0                       | 0                       | 3                       | 4                       | 9                       |
| 2001           | Nie zakwalifikowała się | Nie zakwalifikowała się | Nie zakwalifikowała się | Nie zakwalifikowała się | Nie zakwalifikowała się | Nie zakwalifikowała się | Nie zakwalifikowała się | Nie zakwalifikowała się |
| 2002           | Finalista               | 2/4                     | 5                       | 2                       | 1                       | 2                       | 6                       | 7                       |
| 2003           | Mistrz                  | 1/4                     | 5                       | 3                       | 1                       | 1                       | 10                      | 6                       |
| 2004           | Faza grupowa            | 3/4                     | 3                       | 1                       | 1                       | 1                       | 4                       | 5                       |
| 2005           | Finalista               | 2/4                     | 5                       | 3                       | 2                       | 0                       | 11                      | 4                       |
| 2006           | Finalista               | 2/4                     | 5                       | 4                       | 0                       | 1                       | 9                       | 4                       |
| 2007           | Półfinalista            | 3/4                     | 4                       | 2                       | 0                       | 2                       | 8                       | 7                       |
| 2008           | Faza grupowa            | 3/4                     | 3                       | 1                       | 1                       | 1                       | 3                       | 4                       |
| 2009           | Półfinalista            | 3/4                     | 4                       | 2                       | 0                       | 2                       | 8                       | 7                       |
| 2010           | Mistrz                  | 1/4                     | 5                       | 3                       | 1                       | 1                       | 10                      | 5                       |
| 2011           | Nie zakwalifikowała się | Nie zakwalifikowała się | Nie zakwalifikowała się | Nie zakwalifikowała się | Nie zakwalifikowała się | Nie zakwalifikowała się | Nie zakwalifikowała się | Nie zakwalifikowała się |
| 2012           | Nie zakwalifikowała się | Nie zakwalifikowała się | Nie zakwalifikowała się | Nie zakwalifikowała się | Nie zakwalifikowała się | Nie zakwalifikowała się | Nie zakwalifikowała się | Nie zakwalifikowała się |
| 2013           | Mistrz                  | 1/4                     | 5                       | 4                       | 1                       | 0                       | 10                      | 2                       |
| 2014           | Nie zakwalifikowała się | Nie zakwalifikowała się | Nie zakwalifikowała się | Nie zakwalifikowała się | Nie zakwalifikowała się | Nie zakwalifikowała się | Nie zakwalifikowała się | Nie zakwalifikowała się |
| 2015           | Półfinalista            | 3/4                     | 4                       | 3                       | 1                       | 0                       | 7                       | 1                       |
| 2016           | Mistrz                  | 1/4                     | 5                       | 4                       | 0                       | 1                       | 13                      | 4                       |
| 2017           | Finalista               | 2/4                     | 5                       | 3                       | 0                       | 2                       | 11                      | 7                       |
| 2018           | Faza grupowa            | 4/4                     | 3                       | 0                       | 1                       | 2                       | 3                       | 5                       |
| Razem          | Turniejów finał.        | 16/21                   | 65                      | 36                      | 10                      | 19                      | 114                     | 76                      |

### Mistrzostwa świata
Dotychczas reprezentacji Francji kobiet do lat 19 7 razy udało się awansować do finałów mistrzostw świata w tej kategorii wiekowej. W 2016 została wicemistrzem świata. Eliminacje do tego turnieju w strefie europejskiej odbywają się poprzez mistrzostwa Europy w każdym parzystym roku. 
| Rok   | Runda                   | Pozycja | M  | W  | R | P  | GZ | GS |
| ----- | ----------------------- | ------- | -- | -- | - | -- | -- | -- |
| 2002  | 9.miejsce               | 9/12    | 3  | 1  | 0 | 2  | 2  | 7  |
| 2004  | Nie zakwalifikowała się |         |    |    |   |    |    |    |
| 2006  | 7.miejsce               | 7/16    | 4  | 2  | 0 | 2  | 7  | 3  |
| 2008  | 4.miejsce               | 4/16    | 6  | 3  | 0 | 3  | 12 | 13 |
| 2010  | 12.miejsce              | 12/16   | 3  | 1  | 1 | 1  | 4  | 5  |
| 2012  | Nie zakwalifikowała się |         |    |    |   |    |    |    |
| 2014  | 3.miejsce               | 3/16    | 6  | 4  | 1 | 1  | 16 | 5  |
| 2016  | Wicemistrz              | 2/16    | 6  | 3  | 2 | 1  | 8  | 6  |
| 2018  | 4.miejsce               | 4/16    | 6  | 3  | 2 | 1  | 10 | 3  |
| Razem | Turniejów finał.        | 7/9     | 34 | 17 | 6 | 11 | 59 | 42 |